# Ladybird Books
Ladybird Books es una editorial con sede en Londres, que participa como una editorial independiente dentro del grupo de empresas Penguin Group. El sello Ladybird publica literatura infantil para el mercado masivo.
Es un sello editorial de Penguin Random House, una subsidiaria del conglomerado de medios alemán Bertelsmann.

## Historia
La empresa tiene sus orígenes en 1867, cuando Henry Wills abrió una librería en Loughborough, Leicestershire. Durante una década se dedicó a la impresión y publicación de guías y directorios callejeros. William Hepworth se unió a él en 1904 y la empresa se comercializó como Wills & Hepworth.
En agosto de 1914, Wills & Hepworth había publicado sus primeros libros para niños, bajo el sello Ladybird. Desde el principio, la empresa fue identificada por un logotipo de mariquita, al principio con las alas abiertas, pero finalmente cambió a la más conocida mariquita de alas cerradas a finales de la década de 1950. Desde entonces, el logotipo de la mariquita ha sufrido varios rediseños, el último de los cuales se lanzó en 2006.

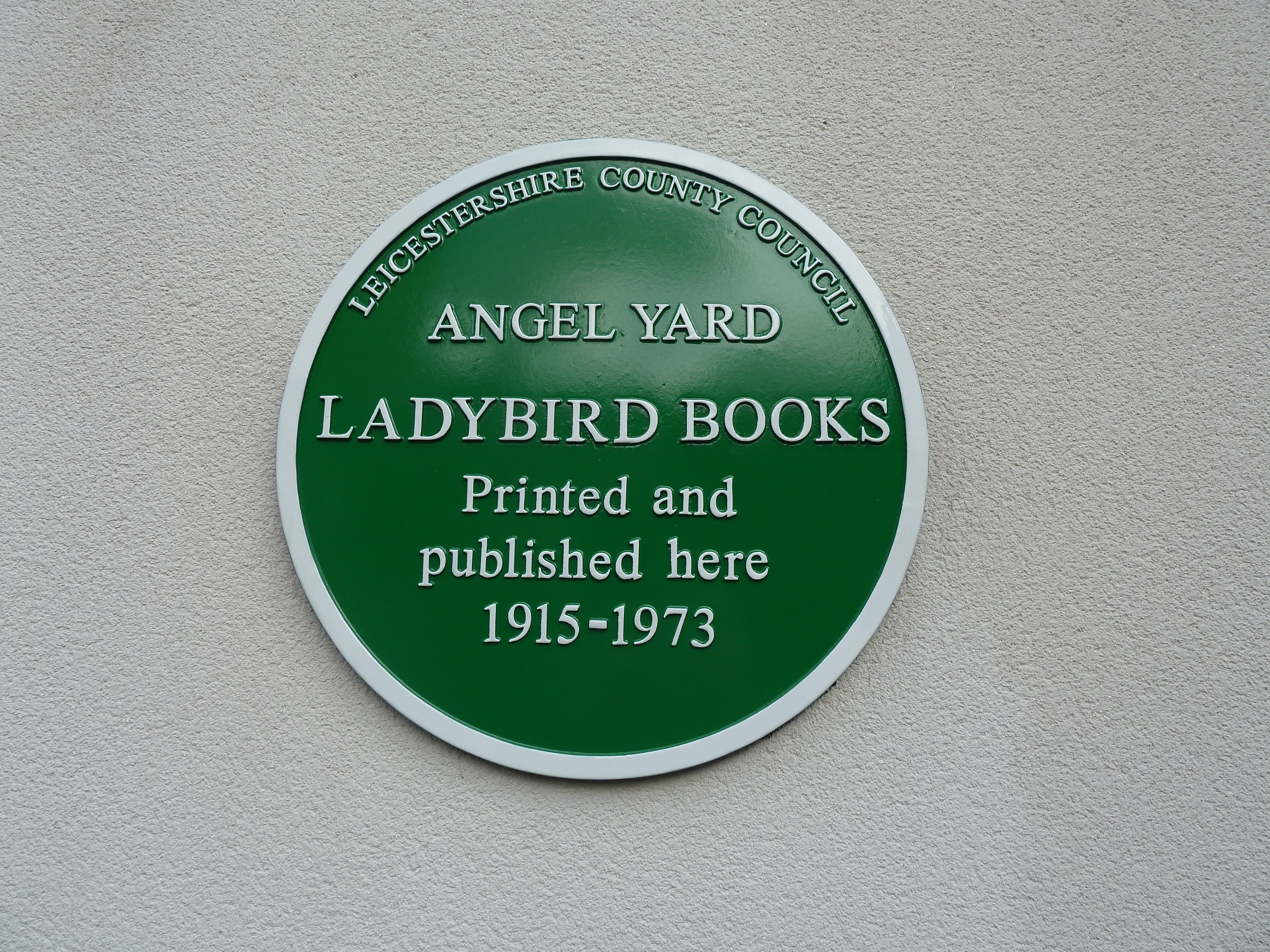
Placa verde de Ladybird Books, Angel Yard, Loughborough.

Wills & Hepworth comenzó a cotizar como Ladybird Books en 1971 como resultado directo del reconocimiento de marca que su impronta había logrado en Gran Bretaña. En las décadas de 1960 y 1970, la empresa comercializó el programa Key Words Reading Scheme (lanzado en 1964) que fue muy usado por las escuelas primarias británicas, utilizando un vocabulario reducido para ayudar a aprender a leer a la primera infancia. Esta serie de 36 libros de tapa dura de pequeño formato presentaba modelos estereotipados de la vida familiar británica: la inocencia de sus personajes principales: Peter y Jane, la mamá como ama de casa y el papá como sostén de la familia. Muchas de las ilustraciones de esta serie fueron realizadas por Harry Wingfield, John Berry, Martin Aitchison, Frank Hampson y Charles Tunnicliffe.
En la década de 1960, Ladybird produjo la serie Learnabout de libros de no ficción (informativos), algunos de los cuales fueron utilizados tanto por adultos como por niños.
Como empresa independiente durante gran parte de su vida, Ladybird Books se unió al Grupo Pearson en 1972. Sin embargo, la caída de la demanda a fines de la década de 1990 llevó a Pearson a fusionar completamente Ladybird en su subsidiaria Penguin Books en 1998, uniéndose a otros sellos de libros infantiles británicos como Puffin Books, Dorling Kindersley y Frederick Warne. Las oficinas y la imprenta de Ladybird en Loughborough cerraron el mismo año y gran parte del archivo de obras de arte históricas de la empresa se transfirió a colecciones públicas.
En noviembre de 2014, Ladybird se suscribió a la campaña Let Books Be Books y anunció que estaba "comprometida" a evitar etiquetar libros como "para niñas" o "para niños" y que eliminaría ese etiquetado de género en las copias reimpresas. El editor agregó: "De literalmente cientos de títulos actualmente impresos, en realidad solo tenemos seis títulos con este tipo de titulación". Su empresa matriz, la división infantil Penguin Random House, también estaría haciendo lo mismo.
Impresiones de Ladybird Books incluyeron Balloon, Paperbird, Sunbird y Disney.
En octubre de 2015, se anunció que Ladybird Books publicaría su primera serie de libros para adultos. Los ocho libros, que parodian el estilo y el arte de los libros para niños de la compañía, incluyen los títulos The Hangover, Mindfulness, Dating y The Hipster, y fueron redactados por los escritores de comedia televisiva Jason Hazeley y Joel Morris. Fueron publicados el 18 de noviembre de 2015. La serie sigue una tendencia de otros libros falsos de Ladybird, incluido We Go to the Gallery, de Miriam Elia, quien previamente había sido amenazada con acciones legales por Penguin. El 5 de julio de 2016, Touchstone Books, una editorial de Simon & Schuster, anunció que publicaría adaptaciones estadounidenses de Ladybird Books for Grown-ups, llamadas The Fireside Grown-Up Guides.
La colección Ladybird Expert (Serie 117) se lanzó en enero de 2017 tras el éxito de Ladybird for Grown-Ups. Los libros de esta serie no son parodias, sino que utilizan el formato clásico para servir como una introducción clara a una amplia variedad de temas, generalmente en los campos de la ciencia y la historia. El primer libro publicado y la inspiración de la serie es Climate Change [Cambio climático] del Príncipe de Gales, Tony Juniper y Emily Shuckburgh. En 2017 se lanzaron cuatro títulos más: Quantum Mechanics (Mecánica cuántica) de Jim Al-Khalili; Evolution de Steve Jones; The Battle of Britain (La batalla de Gran Bretaña) de James Holland; y Shackleton de Ben Saunders. La línea se amplió con quince libros más en 2018 y se publicaron más títulos en 2019.

## El libro clásico de Ladybird

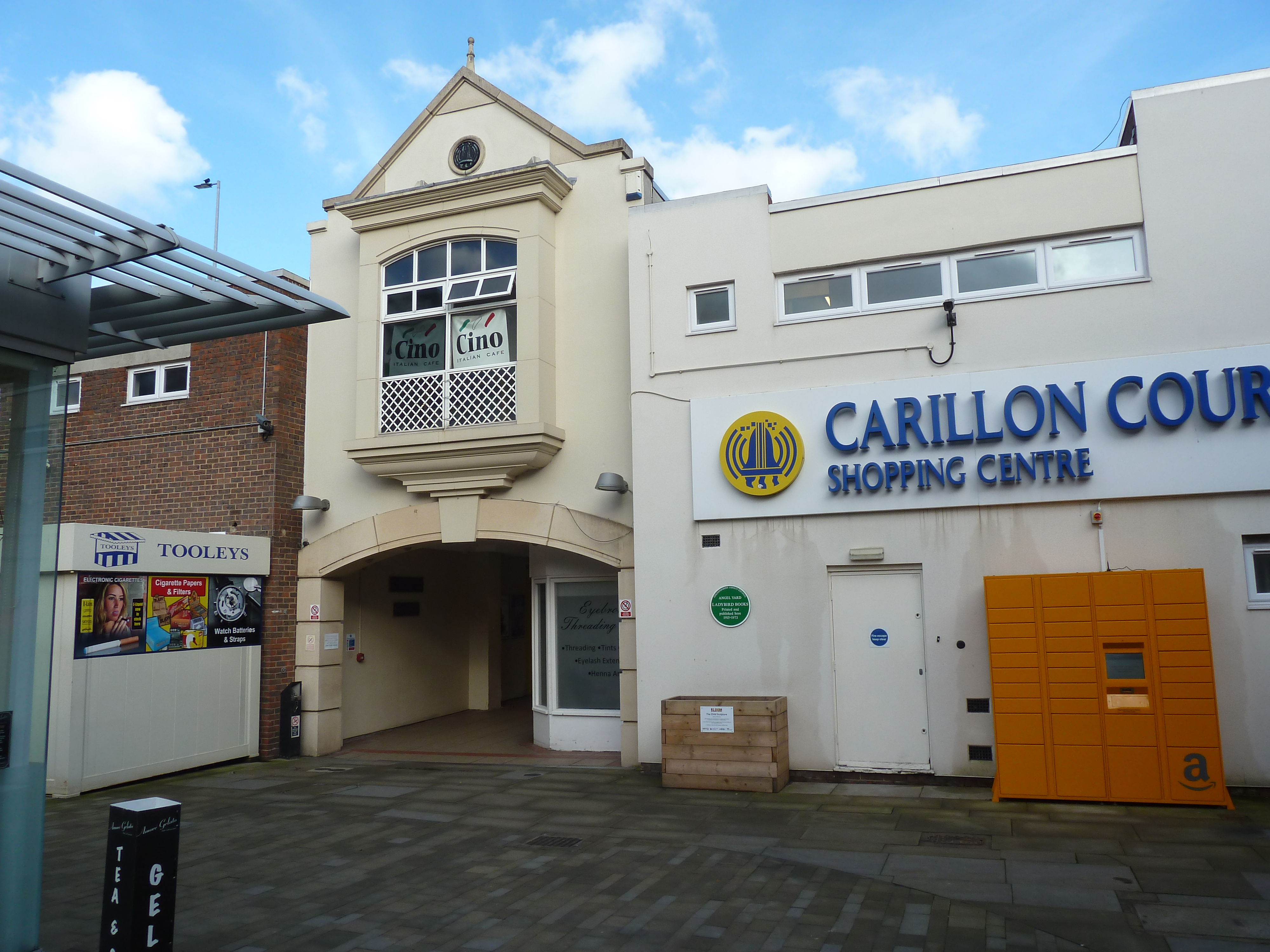
Angel Yard, Loughborough.

El tamaño de bolsillo de Ladybird de tapa dura medía aproximadamente cuatro y medio por siete pulgadas (11,5 cm por 18 cm). Los primeros libros utilizaban un formato estándar de 56 páginas, elegido porque se podía imprimir un libro completo en una hoja de papel estándar grande, un quad crown, de 40 pulgadas por 30 pulgadas, que luego se doblaba y cortaba a la medida sin desperdicio de papel. Era una forma económica de producir libros, que permitía vender los libros al por menor a un precio bajo que, durante casi treinta años, se mantuvo en dos chelines y seis peniques (12,5 p).
El primer libro de la línea, Bunnikin's Picnic Party: a story in verse for children with illustrations in colour [Bunnikin's Picnic Party: una historia en verso para niños con ilustraciones en color], se realizó en 1940. El libro presenta historias en verso escritas por W. Perring, acompañadas de ilustraciones a todo color de AJ (Angusine Jeanne) MacGregor. El atractivo de Bunnikin, Downy Duckling y otros personajes animales hizo que el libro fuera un éxito instantáneo. Las series posteriores incluyeron libros de naturaleza (serie 536, algunos ilustrados por, por ejemplo, Charles Tunnicliffe y Allen W. Seaby) y una gran cantidad de libros de no ficción, que incluyen pasatiempos e intereses, historia (L. du Garde Peach escribió muchos de estos) y viajes.
Ladybird comenzó a publicar libros en otros formatos en 1980. La mayoría de los títulos restantes en el formato clásico se retiraron en 1999 cuando cerraron sus instalaciones de impresión (imprenta) en Loughborough.

## Impacto cultural
En 2014, la artista Miriam Elia, junto con su hermano, Ezra Elia, produjeron We go to the gallery, una sátira del arte moderno en forma de Ladybird Book. El libro generó amenazas de acciones legales por parte de Penguin Group por incumplimiento de los derechos de autor, y se hicieron algunos cambios en los nombres de los personajes y logotipos para que pudiera publicarse como una parodia. En 2015, Penguin lanzó su propia serie de libros satíricos sobre mariquitas para adultos escritos por Jason Hazeley y Joel Morris.